# Tierhof Marzahn
Der Tierhof Alt-Marzahn, in der früheren Dorfaue im 18. Jahrhundert von Neusiedlern als Bauerngehöft errichtet, dient nach mehrfachen Eigentümerwechseln und Umbauarbeiten seit dem Anfang des 21. Jahrhunderts als Tierhof. Das Anwesen befindet sich in der Trägerschaft der Agrarbörse Deutschland Ost e. V.  und ist Bestandteil des Denkmalschutzbereiches Marzahner Anger.

## Lage
Am nordöstlichen Ende des gut erhaltenen Angerdorfs Marzahn liegt der Tierhof Alt-Marzahn, Adresse Alt-Marzahn 63. Zum ehemaligen Bauernhaus, das parallel zum ehemaligen Anger steht, gehören die Scheune auf dem Hof, ein Freiluftbereich im Zentrum, der Stall samt einem Gerätehaus sowie Felder, Tierweiden und Obstbaumpflanzungen hinter dem eigentlichen Hof.

## Geschichte und Beschreibung
Im 20. Jahrhundert, bis nach dem Ende des Zweiten Weltkriegs, gehörte das Anwesen dem Groß-Bauern Wilhelm Filter. Es trug die Adresse Kantor-Filter-Platz 4 (1925), auch Dorfstraße 13. Nach der Zusammenlegung der Dorfaue und der Dorfstraße zu Alt-Marzahn im Jahr 1938 mit Neubenennung der Parzellen erhielt das Anwesen die Nummer 63.
Nach Ende des Krieges wird an dieser Stelle kein neuer Besitzer ausgewiesen, so dass davon ausgegangen werden kann, dass die Familie im Zusammenhang mit den Enteignungen das Dorf Marzahn verlassen hat.
Eine Nutzung in der DDR-Zeit lässt sich ebenfalls nicht dokumentieren.

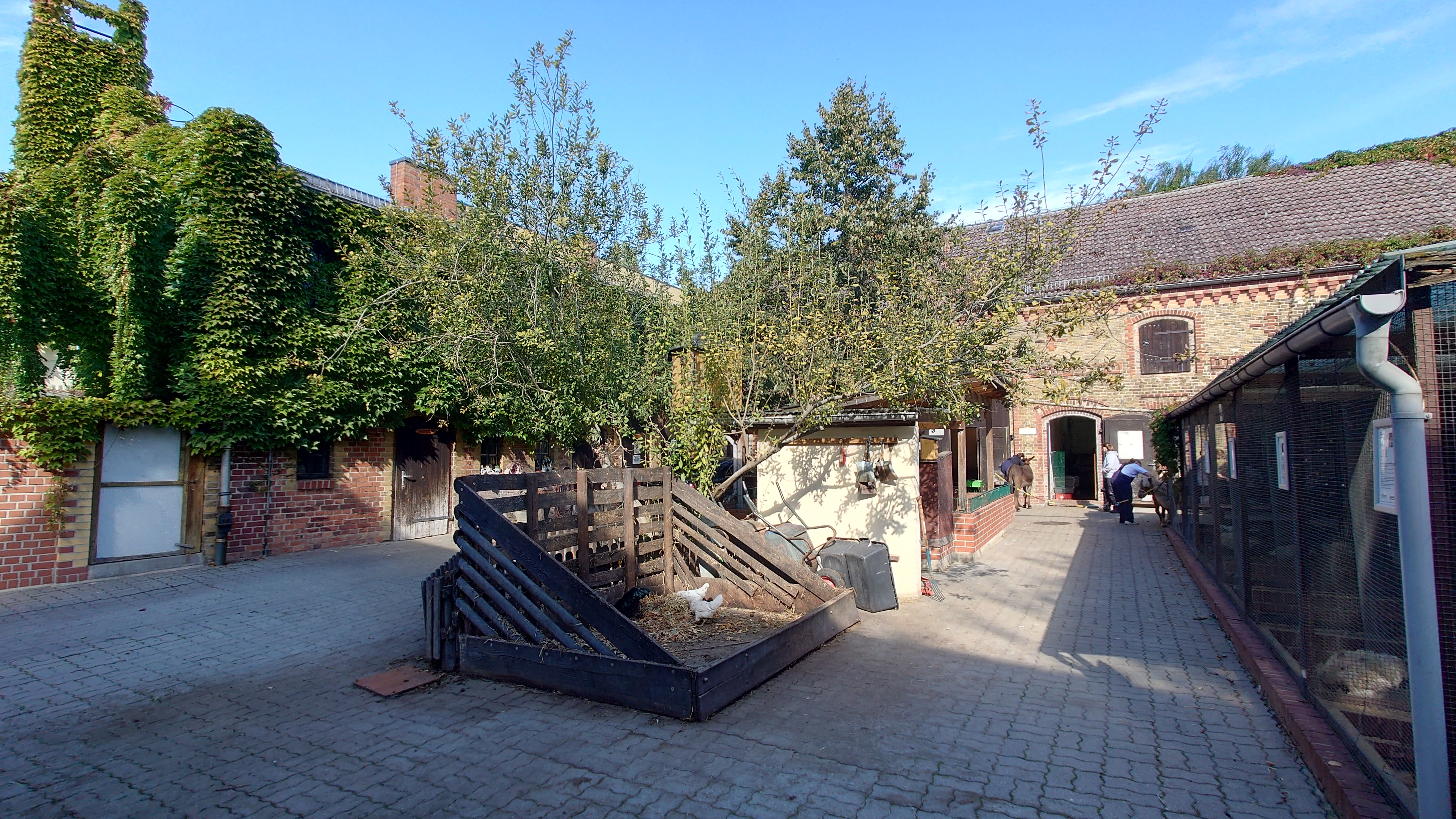
Hof des Anwesens

- Auf dem mehr als 200 Jahre alten, denkmalgeschützten Dreiseithof betreiben Mitarbeiter des Bezirksamts Marzahn Hellersdorf einen bäuerlichen Betrieb, wie er Anfang des 20. Jahrhunderts hier weit verbreitet war. Es werden Nutztiere wie Schafe, Ziegen, Kaninchen, Enten und Hühner aber auch Pferde, Esel und Alpakas gezüchtet und gehalten. Diese Arbeit dient auch als Anschauungsunterricht zu artgerechter Haltung und zum richtigen Umgang mit den Tieren.[5][6]
- Gezeigt und benutzt werden vor allem historische landwirtschaftliche Geräte und Maschinen. Sie stammen von den im Dorf aufgegebenen Bauernhöfen oder aus der näheren Umgebung.[5][6]
- Für alle Besucher sind ständig Aktionen zum Säen, Pflanzen, Tierpflegen oder Ernten im Angebot und es gibt einen Getreide-Lehrgarten. Der Tierhof wendet sich insbesondere an junge Menschen, die hier ihr Freiwilliges ökologisches Jahr absolvieren können.
- Für Kinder gibt es Mitmachangebote sowie Märchenstunden, Eselreiten und vieles andere.
- Das Grundwissen aus den Bereichen Agrarwissenschaft, Biologie, Ökologie, Veterinärmedizin und Tierzucht können die Besucher auch durch den Erwerb von Literatur oder das Lesen von Fachbüchern vor Ort vertiefen.[7]
- Neben der landwirtschaftlichen Arbeit kommen auch die eher häuslich betriebenen Handarbeiten, die Imkerei und Ähnliches nicht zu kurz. Produkte aus diesen Bereichen werden im eigenen Hofladen angeboten.[5]

Zugleich mit dem eher musealen Charakter dient der Tierhof auch als Ausbildungs- und Lehrbetrieb für alle landwirtschaftlichen Berufe und er widmet sich dem Erhalt bedrohter Tiere und Nutzpflanzen.

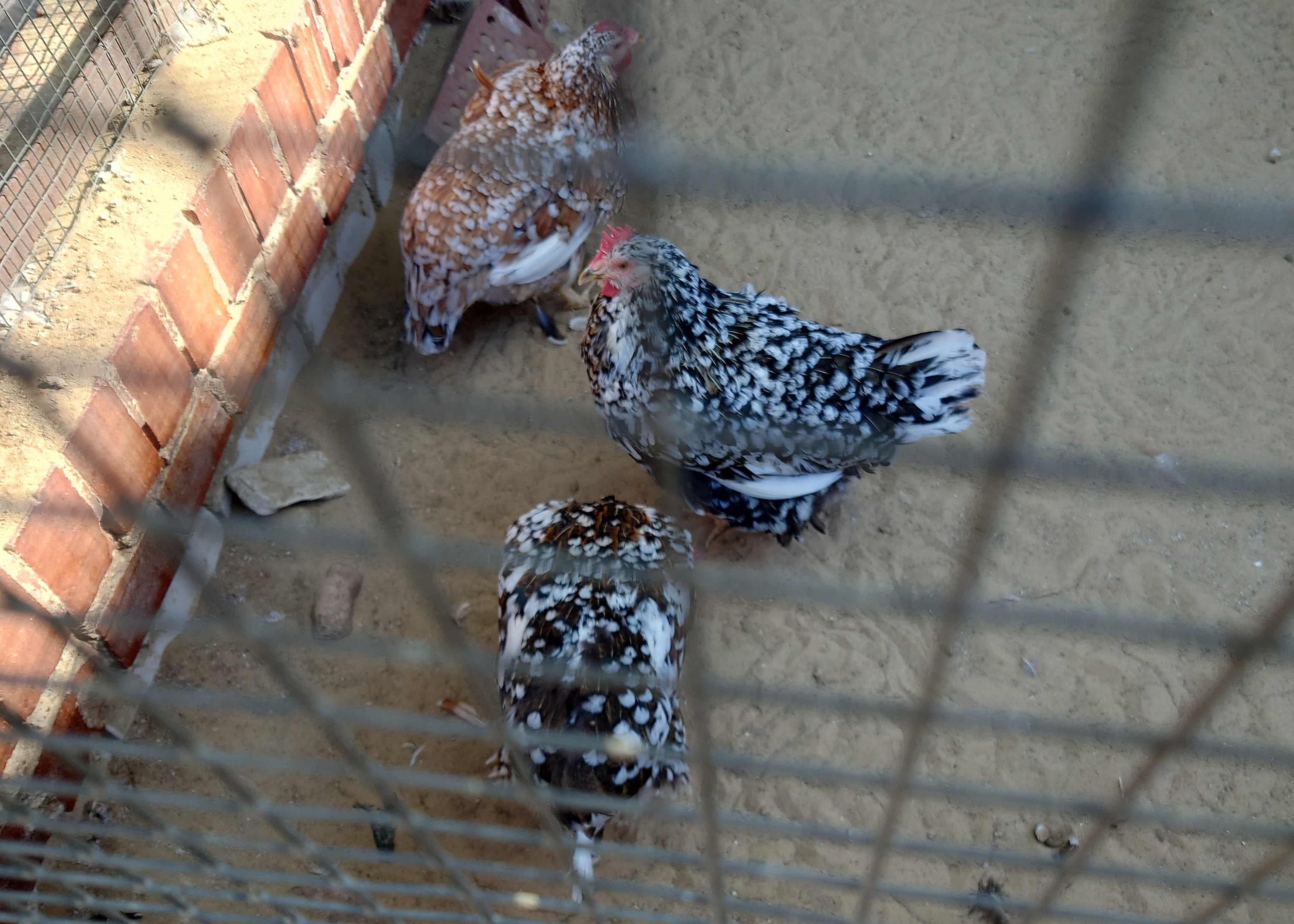
Blumenhühner
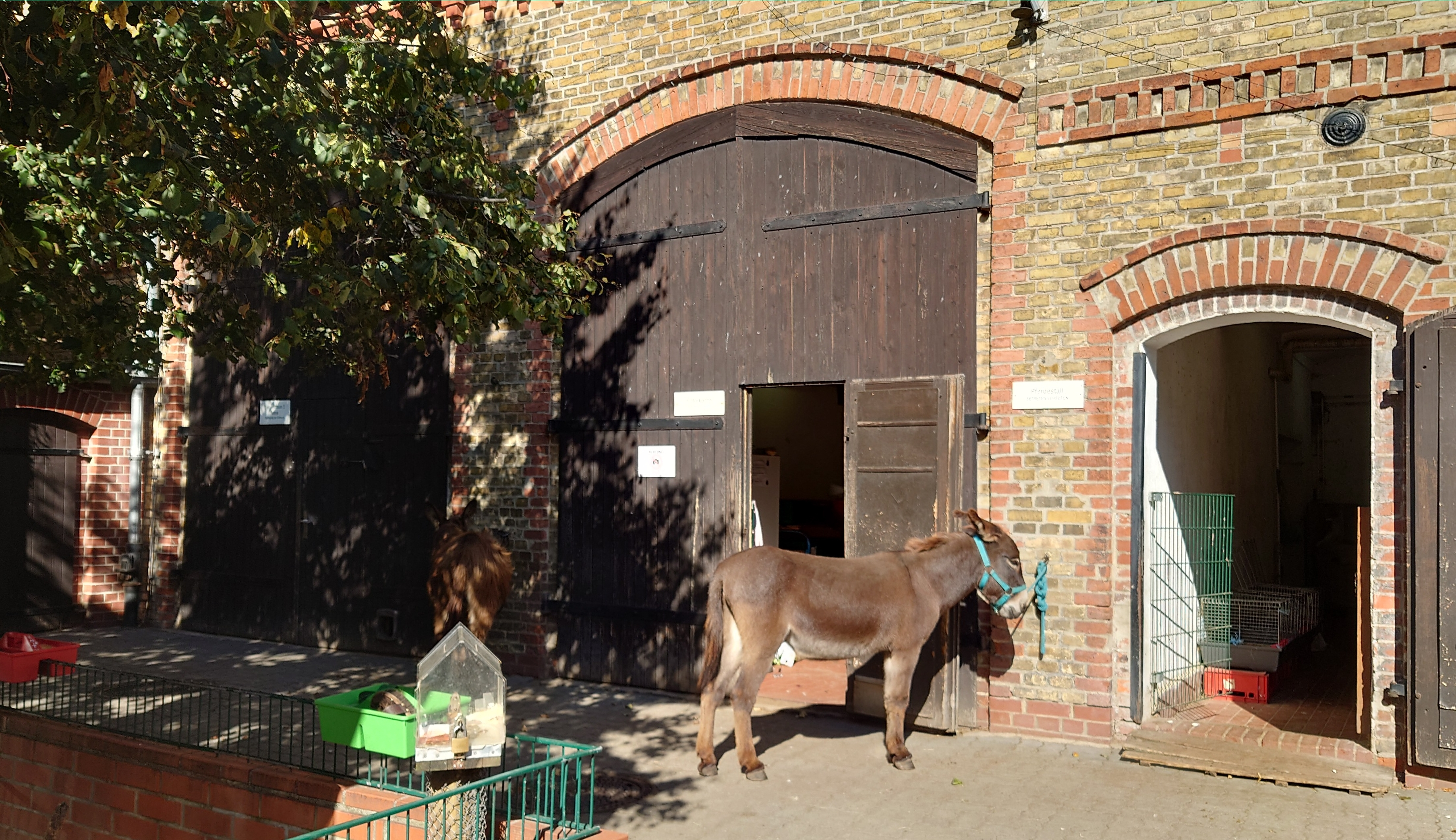
Esel
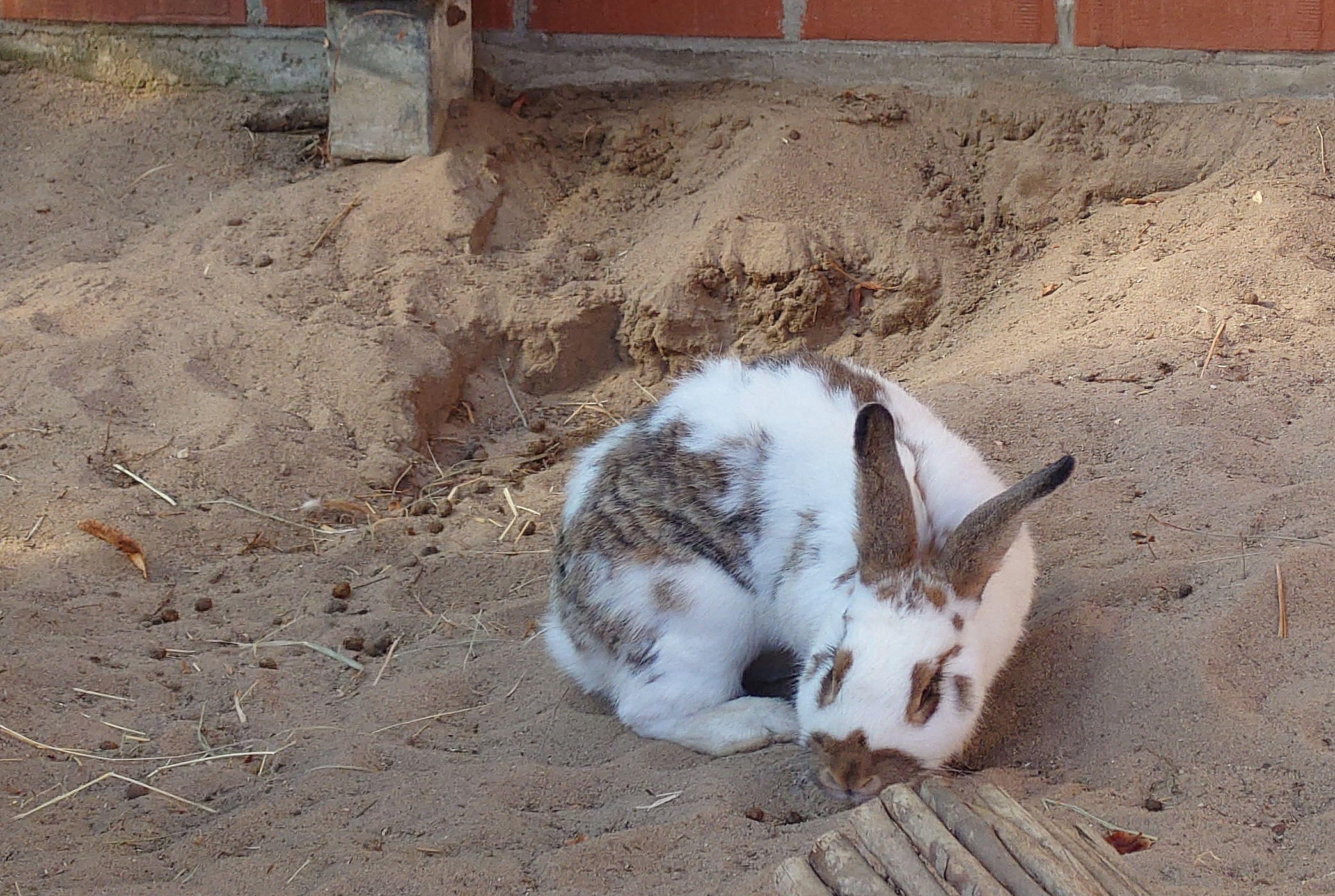
Kaninchen
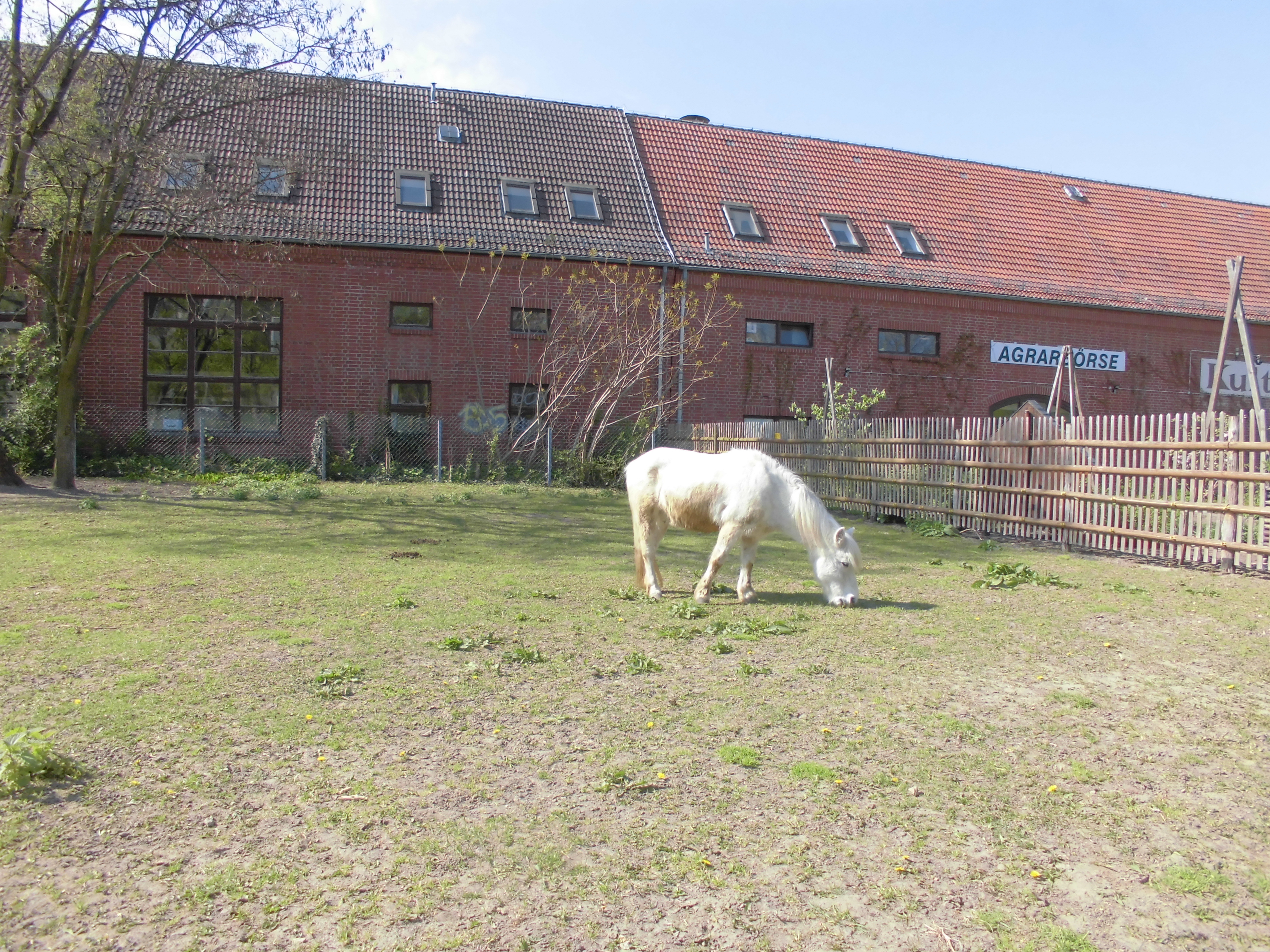
Pferd(e)
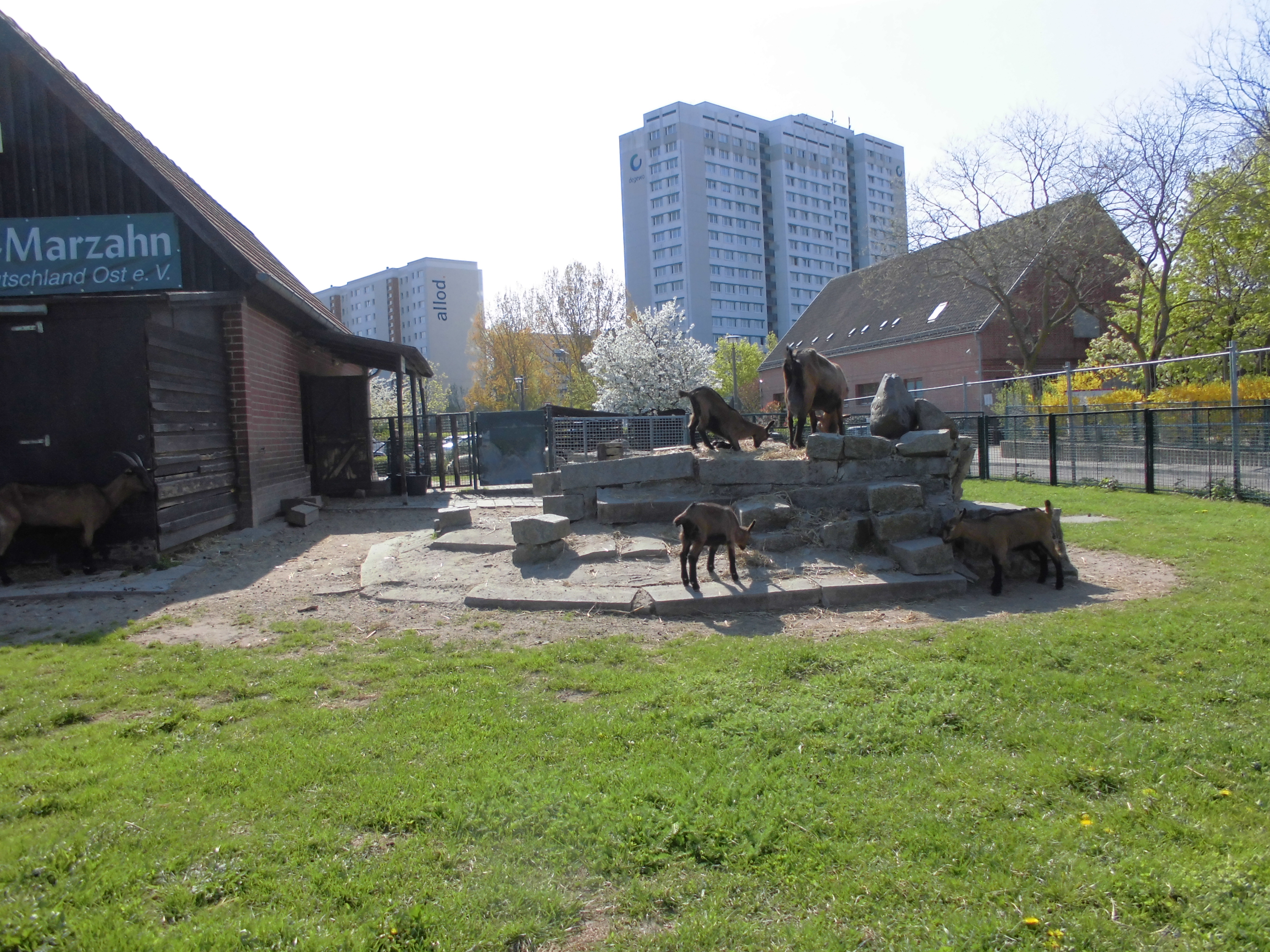
Ziegen

## Architektur

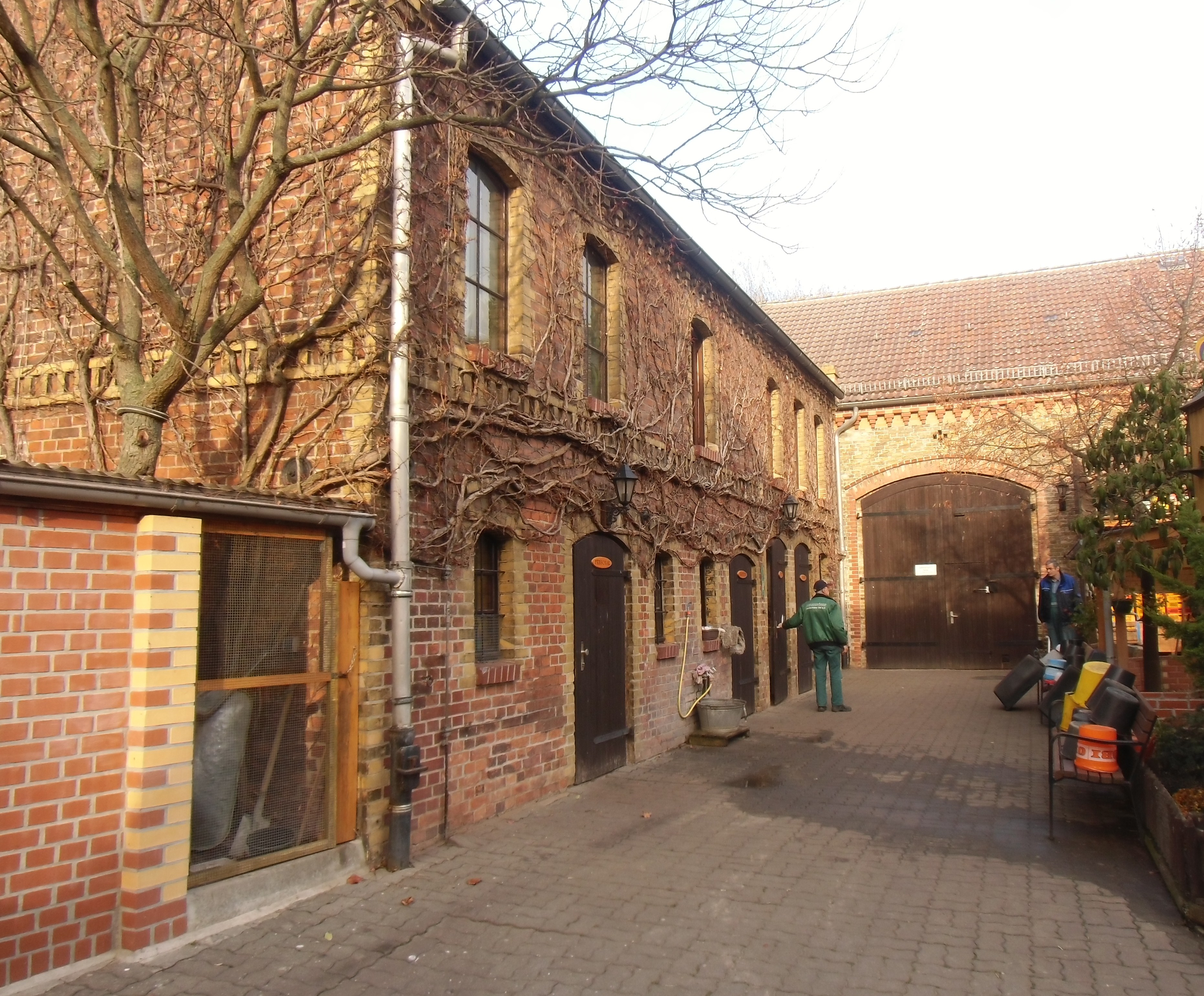
Stall

Die hier genutzte Immobilie ist ein historischer Dreiseithof, der aus ehemaliger Scheune, bäuerlichem Wohnhaus als Putzbau und dem Stall besteht. Das Wohnhaus entlang der Straße ist sechsachsig mit einem leicht erhöhten Haupteingang von der Straße aus und einer original erhaltenen Eingangstür. Die einfachen Kastenfenster tragen noch die hölzernen Klapp-Fensterläden aus der Bauzeit. Ein tief herabgezogenes Satteldach schließt das Haus ab. Die Scheune und der Stall sind unverputzte Backsteingebäude mit breiten Toren, die sowohl als Einfahrt für die landwirtschaftlichen Geräte als auch als Eingang für Haustiere wie Pferde oder Esel benutzt wurden und werden. 